# Nové Sedlo (Lounyi járás)
Nové Sedlo település Csehországban, Lounyi járásban. Nové Sedlo Čeradice, Žiželice, Libočany, Podbořany, Březno, Chbany és Libědice településekkel határos. Lakosainak száma 595 fő (2024. január 1.).

## Népesség
A település lakosságának változását az alábbi diagram mutatja:
| Lakosok száma | 1117 | 1321 | 1336 | 773  | 581  | 1012 | 542  | 562  | 949  | 595  |
|               | 1869 | 1900 | 1921 | 1961 | 1980 | 2011 | 2016 | 2019 | 2021 | 2024 |